# Cricket Cola
Cricket Cola è una bevanda analcolica prodotta unendo la noce di cola col tè verde. Creata da John e Mary Heron a Potomac, Maryland (Stati Uniti) e prodotta a San Francisco, California. È prodotta in due varianti: tradizionale e light (senza zucchero). È conosciuta come una delle poche bibite microfiltrate negli Stati Uniti d'America.